# Uluru/Ayers Rock
Vous lisez un « bon article » labellisé en 2009.
Uluru/Ayers Rock est un inselberg en grès situé dans le Territoire du Nord, au centre de l'île principale de l'Australie. Il s'élève à 348 mètres au-dessus de la plaine et est situé à 335 kilomètres au sud-ouest d'Alice Springs. Exploré et gravi par les Européens pour la première fois par William Gosse et Edwin S. Berry (en) en 1873, il a été nommé en l'honneur de Henry Ayers, Premier ministre et secrétaire en chef de l'Australie-Méridionale entre 1863 et 1877.
Il est sacré pour le peuple aborigène de la région, les Pitjantjatjaras, qui font partie des Anangus. Le site abrite des points d'eau, des grottes et des peintures rupestres. Il est classé sur la liste du patrimoine mondial de l'UNESCO au travers du parc national d'Uluṟu-Kata Tjuṯa dont il est, avec les Kata Tjuṯa/monts Olga, l'une des formations emblématiques.
Ses singularités géologiques et hydrologiques, associées aux remarquables teintes qu'il peut prendre, en particulier au coucher du soleil, en ont fait un des emblèmes de l'Australie. Il est devenu une attraction touristique à partir de la fin des années 1930.

## Toponymie
Les autochtones Pitjantjatjaras appellent le rocher Uluṟu (API : /ˈʊ.lʊ.ɻʊ/). Le caractère ‹ ṟ › (r souligné) dans Uluṟu représente une consonne spirante rétroflexe voisée utilisée par certains dialectes de l'anglais américain. Ce mot n'a pas de signification particulière, si ce n'est qu'il est porté comme un nom de famille local chez les anciens. Cependant, on le retrouve pour traduire les mots « protection » et « long sommeil » ou « périple » utilisé aussi pour définir la « liberté », dans la plupart des langues anangus.
Le 19 juillet 1873, William Gosse nomme le site Ayers Rock (API : /ˌɛəz ˈɹɒk/) en hommage à Henry Ayers, Premier ministre d'Australie-Méridionale au XIXe siècle. Le nom aborigène est rapporté par l'expédition de Burke et Wills en 1903. Depuis lors, les deux noms sont utilisés indifféremment, bien qu’Ayers Rock continue d'être employé surtout par les Blancs.
En 1993, une politique de double dénomination est officiellement adoptée, consistant à accoler au nom anglais le nom traditionnel aborigène. Ainsi, le 15 décembre 1993, il est renommé « Ayers Rock / Uluṟu » et devient le premier nom double du Territoire du Nord. Le 6 novembre 2002, l'ordre est inversé en « Uluṟu / Ayers Rock » sur la demande de l'association du tourisme régional d'Alice Springs.

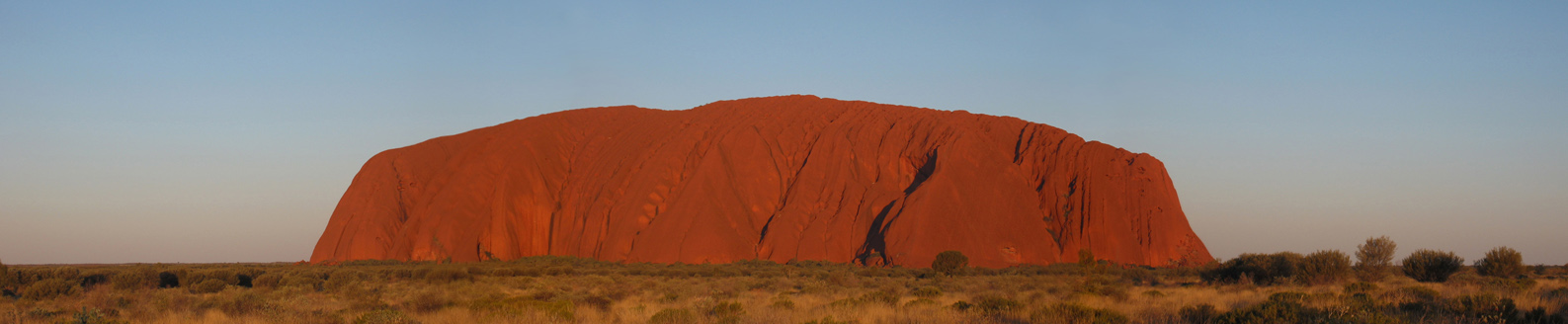
Coucher de soleil sur Uluru/Ayers Rock.

## Géographie

### Situation et description

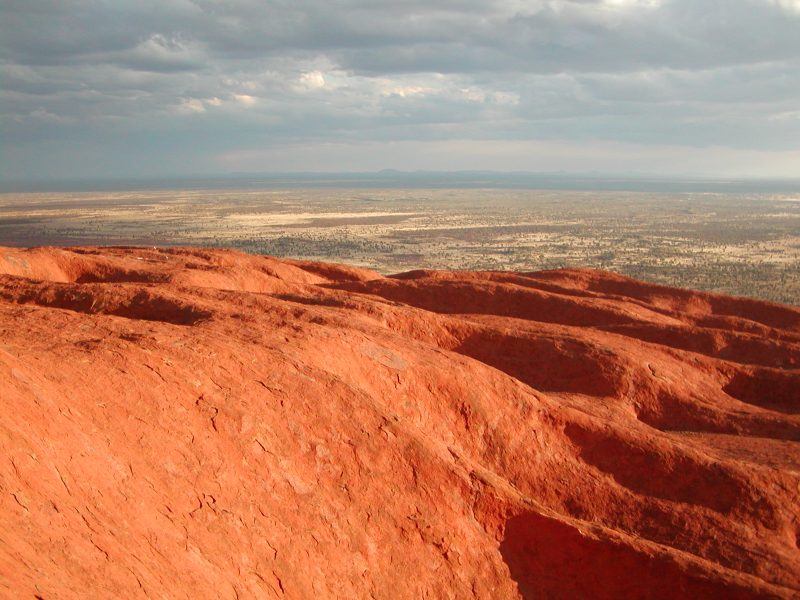
Vue depuis le sommet d'Uluru/Ayers Rock.

Uluru/Ayers Rock se situe au sud-ouest du Territoire du Nord, au cœur de l'outback australien, au sein du parc national d'Uluṟu-Kata Tjuṯa, près de la petite ville, assimilable à un complexe touristique, de Yulara et à 335 km à vol d'oiseau au sud-ouest d'Alice Springs (440 km par la route). Il a une hauteur de 348 mètres par rapport au sol et une altitude de 863 mètres par rapport au niveau de la mer, bien qu'il s'enfonce profondément sous terre. Il a un périmètre de 9,4 km et une longueur de 2,5 km. La formation rocheuse des Kata Tjuṯa/monts Olga est située à 25 kilomètres d'Uluru/Ayers Rock.
Un aérodrome (aéroport Connellan, code AITA : AYQ, code OACI : YAYE) dessert le site. Des routes d'accès et des parkings ont également été construits pour fournir des points de vue aux touristes.
Uluru/Ayers Rock est un des symboles de l'Australie. Il a une grande importance culturelle pour les Pitjantjatjaras. Une de ses caractéristiques est de changer de couleur en apparence en fonction de la lumière qui l'éclaire au long du jour et de l'année. Ces effets de couleur particuliers sont dus à la présence abondante dans la roche de grains de feldspaths qui réfléchissent de façon remarquable la lumière rouge des oxydes de fer. Les couchers de soleil sont particulièrement spectaculaires lorsqu'ils teintent brièvement en rouge le massif. Bien que les pluies soient rares dans cette région aride, Uluru/Ayers Rock devient gris argenté durant les périodes humides en raison du développement d'algues noires microscopiques à la surface des goulottes d'érosion empruntées par les écoulements d'eau.

### Hydrographie

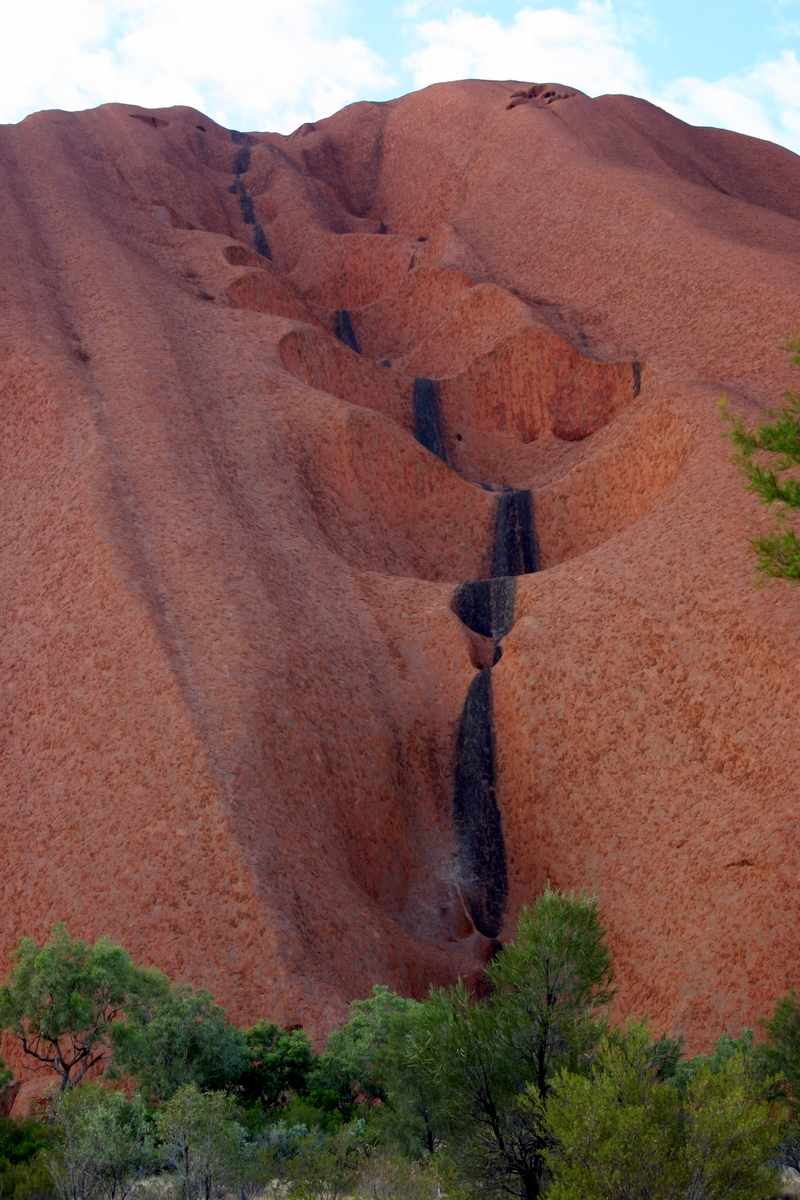
Érosion au niveau des ravines creusées par les écoulements d'eau.

Les Pitjantjatjaras considèrent que toutes les sources aquifères du parc sont l'œuvre du temps du rêve. La connaissance de leur localisation et de leur pérennité a de tout temps été une composante essentielle de la capacité des Aborigènes à survivre en se déplaçant à travers ces terres.
La source de Mutitjulu, à la base d'Uluru/Ayers Rock, est considérée comme la seule source permanente du parc. Elle est alimentée par un des deux systèmes hydrographiques souterrains du parc. Après les pluies, qui surviennent de manière irrégulière, l'eau peut rester présente plus ou moins longtemps dans les mares, au niveau de la partie supérieure du rocher, et dans les chenaux d'écoulement qui forment des ravines. Le milieu naturel a une capacité de régénération très rapide après chaque pluie importante. Ensuite, l'eau s'infiltre dans le sous-sol et recharge les nappes souterraines.

### Géologie

#### Géomorphologie

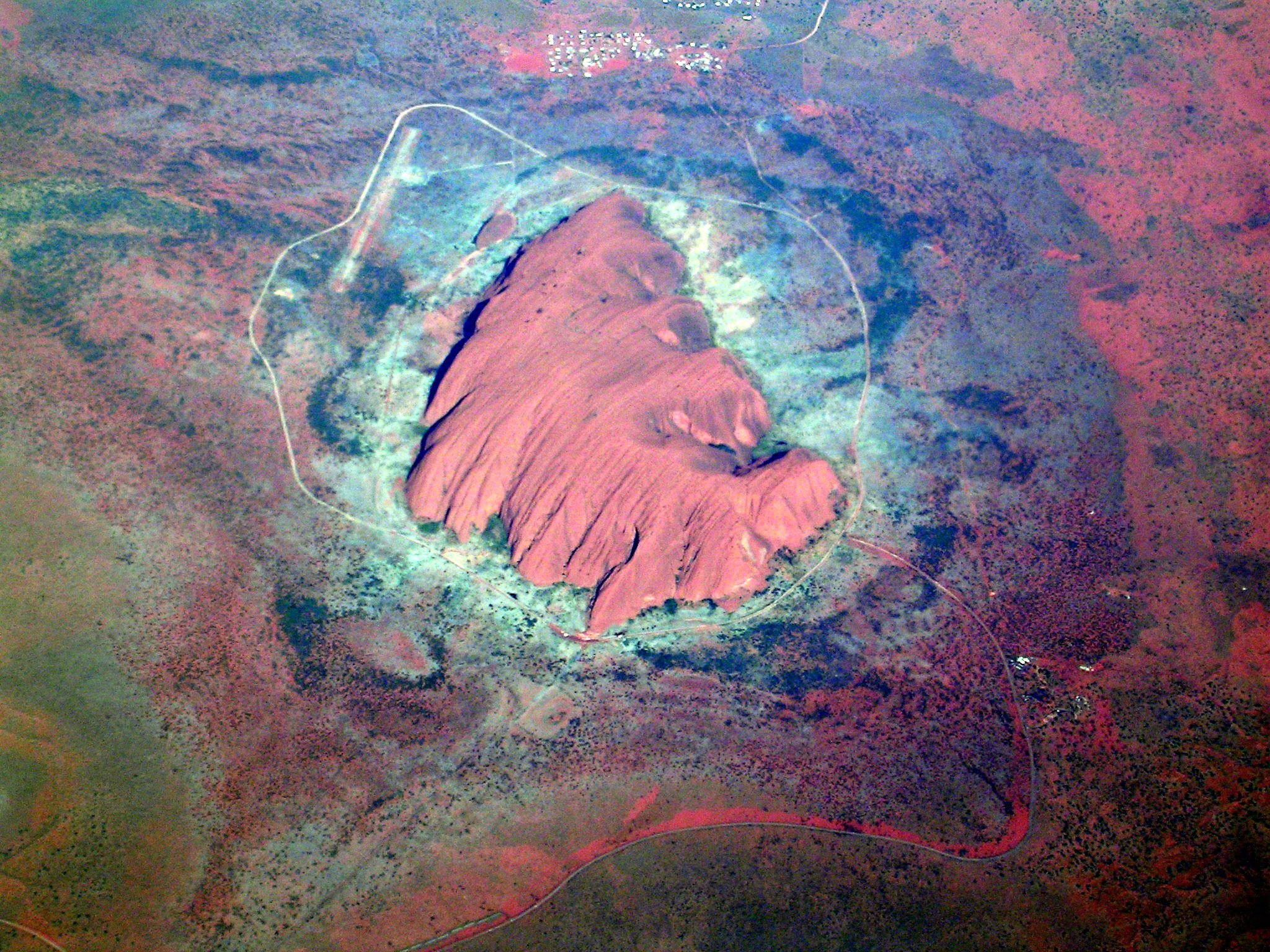
Vue aérienne d'Uluru/Ayers Rock.

On décrit souvent Uluru/Ayers Rock comme un monolithe mais il est en fait la partie émergée d'une formation rocheuse du sous-sol dégagée par l'érosion. Du point de vue géomorphologique, il s'agit d'un inselberg, une « montagne-île ». Il s'agit du deuxième plus grand au monde, après le mont Augustus, également en Australie.
Une caractéristique d'Uluru/Ayers Rock est son homogénéité pétrographique et une quasi-absence de diaclases en surface, ce qui a pour conséquence une quasi-absence d'éboulis sur les pentes et à la base du relief. Ces particularités ont permis sa pérennité, alors que les roches environnantes étaient aplanies. L'étude des relations entre le relief en inselbergs — Uluru/Ayers Rock et les Kata Tjuta/monts Olga — et les dépôts lacustres d'âge Paléocène de la plaine, lors de climats plus humides, montre que ces reliefs relictuels ont pratiquement conservé les mêmes contours et le même aspect depuis 60 millions d'années et que la surface d'aplanissement qu'ils dominent est sans doute plus ancienne,.

#### Orogenèse

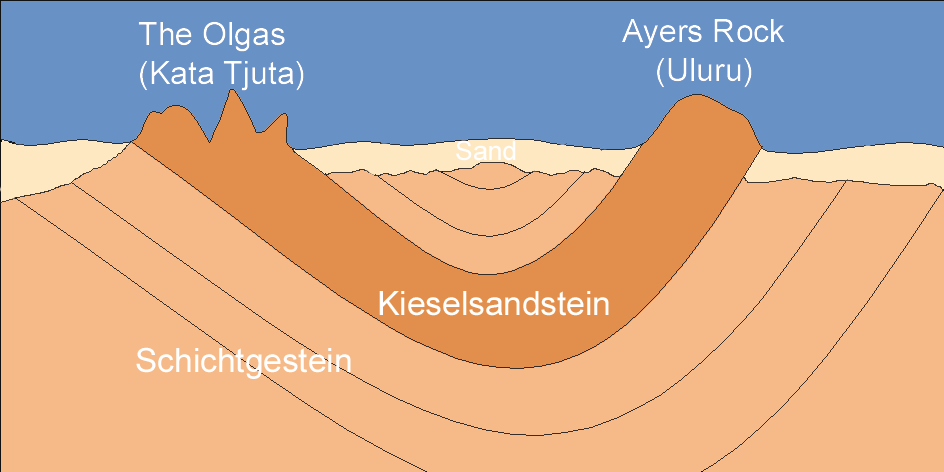
Schéma simplifié d'une structure synclinale hypothétique reliant Uluru/Ayers Rock et les Kata Tjuṯa/monts Olga et de la strate des arkoses de Mutitjulu qui compose Uluru/Ayers Rock.

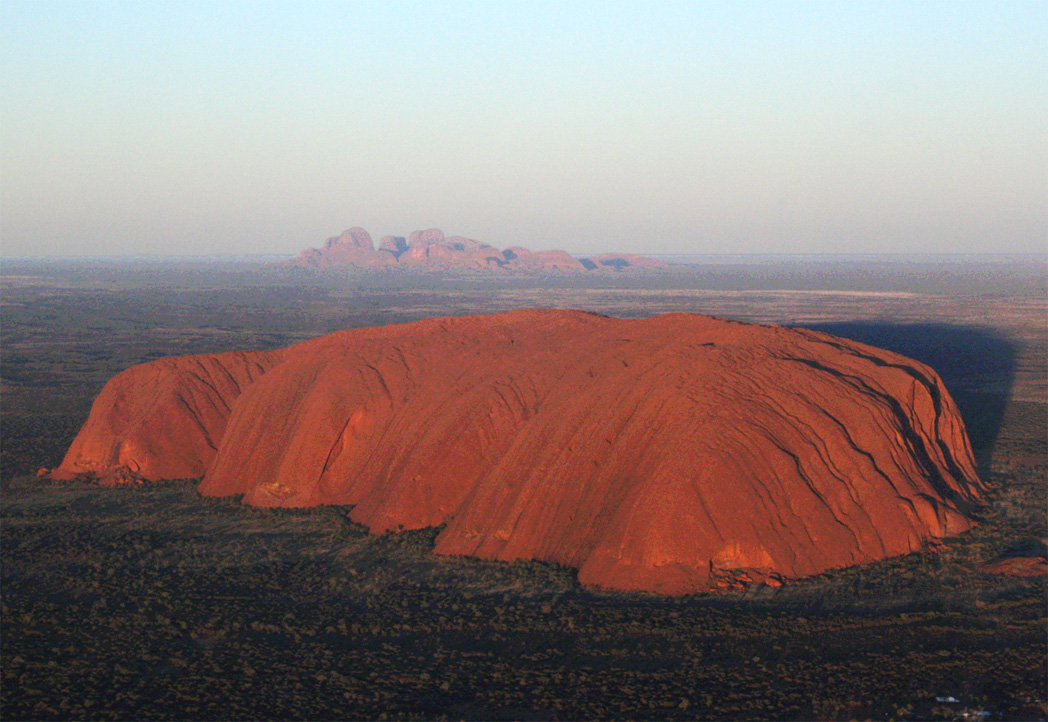
Vue aérienne d'Uluṟu/Ayers Rock et du site des Kata Tjuṯa/monts Olga dans le lointain.

L'arkose (grès feldspathique) de Mutitjulu aurait approximativement le même âge que le conglomérat des Kata Tjuṯa/monts Olga et aurait une origine similaire malgré un type de roche différent. En revanche, elle est plus récente et sans rapport avec la formation rocheuse tabulaire nommée mont Conner, à 88 kilomètres à l'est. La strate qui compose Uluru/Ayers Rock est pratiquement verticale, avec un pendage de 85° vers le sud-ouest et une épaisseur apparente d'au moins 2 400 mètres. Elle s'enfonce profondément sous la plaine environnante mais son étendue est inconnue. La roche qui la compose était à l'origine du sable d'un vaste cône de déjection qui débouchait en contrebas des chaînes de Mann et Petermann, les « ancêtres » des monts Musgrave, en direction du nord et de l'est. Il était proche d'un autre cône de déjection constitué de sable, de galets et de pierres qui constitue désormais les Kata Tjuta/monts Olga,. Ceci explique la similarité minéralogique entre l'arkose de Mutitjulu et les montagnes granitiques érodées au Sud. Elles constituaient autrefois un massif plus large, soulevé au cours de l'orogenèse de Petermann qui s'est déroulée de la fin du Néoprotérozoïque au début du Cambrien (550–530 Ma), époque durant laquelle se serait formée l'arkose de Mutitjulu. La composition granulométrique du grès montre une érosion rapide des granites. Les couches de sable étaient relativement horizontales lorsqu'elles se sont déposées au niveau du cône de déjection puis ont été basculées quasiment à la verticale durant une phase tectonique postérieure, probablement l'orogenèse d'Alice Springs pendant le Paléozoïque (400–300 Ma). Au fil du temps et de l'érosion, les montagnes sont devenues des dunes de plus en plus basses, leur sable dégringolant et élevant le niveau du sol. À cela se sont ajoutées de fortes inondations : les eaux ont poli, enseveli sous le sable, puis en se retirant ont modelé ces paysages[réf. nécessaire]. Seul Uluru/Ayers Rock émerge aujourd'hui.

#### Pétrologie

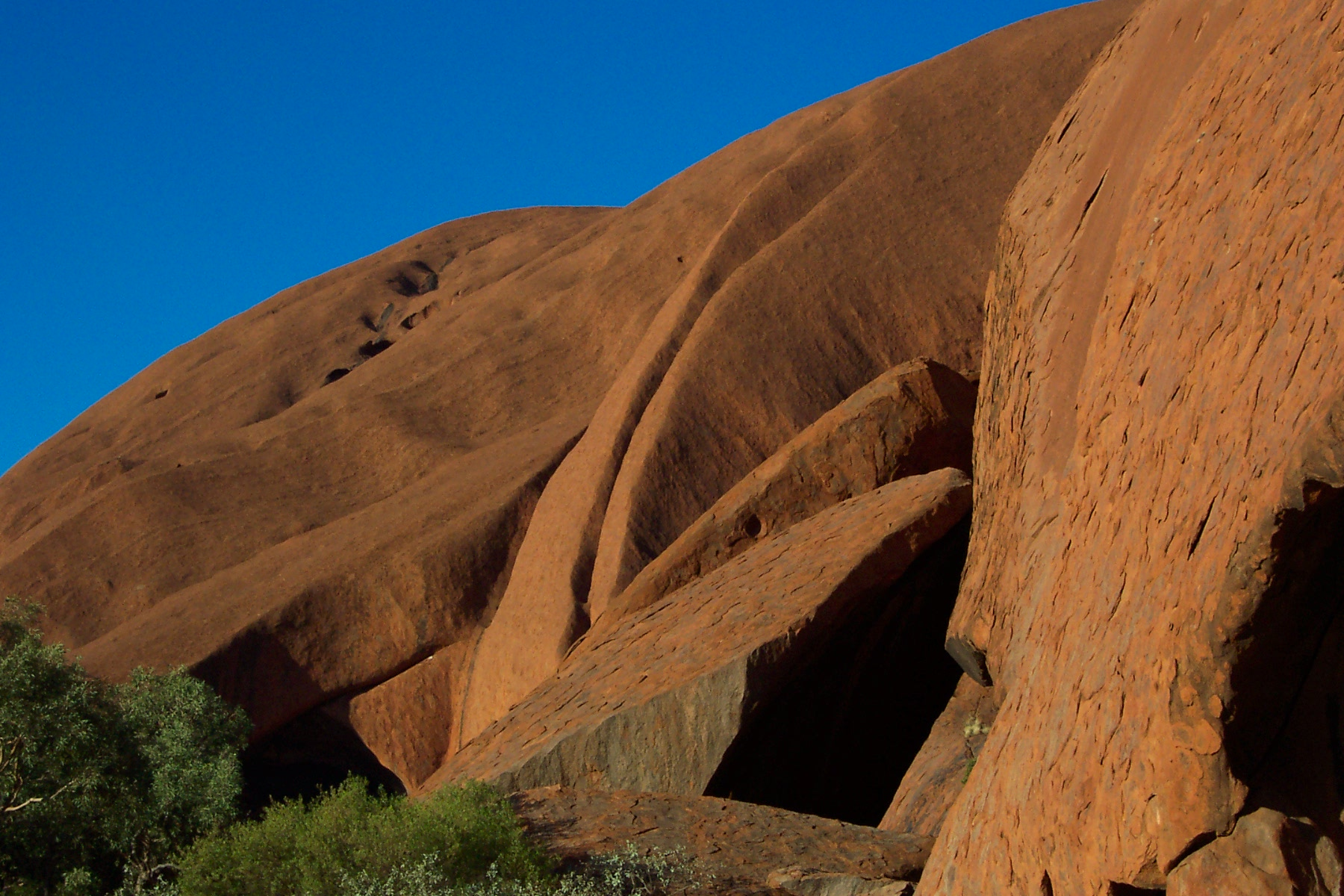
Desquamation et délamination de la roche à la surface d'Uluru/Ayers Rock.

Pour décrire l'histoire géologique de la zone, les géologues appellent la strate qui constitue Uluru/Ayers Rock Mutitjulu Arkose, une des nombreuses formations sédimentaires composant le bassin du lac Amédée. Uluru/Ayers Rock est en effet principalement composé d'arkose grossière, un type de grès caractérisé par son abondance en feldspath, et de quelques conglomérats,. La composition moyenne consiste en 50 % de feldspaths, 25 à 35 % de quartz et jusqu'à 25 % de fragments rocheux. La plupart des feldspaths sont des orthoses avec quelques plagioclases comme grains angulaires et inclusions altérées. Les grains font généralement de 2 à 4 mm de diamètre. Les grès les plus fins sont bien triés, avec une répartition diminuant en fonction de la taille des grains. Les fragments de roche incluent des basaltes, remplacés à divers degrés par de la chlorite et de l'épidote. Les minéraux présents suggèrent une migration depuis une source granitique prédominante, similaire au Musgrave Block (en) au sud. La roche saine a une couleur grise mais exposée aux agents météoriques, la dégradation des minéraux ferreux par oxydation confère aux couches externes de la roche une teinte rouille, rouge-brun. La sédimentation a induit des stratifications croisées et des formations rocheuses ondulées s'expliquant par des dépôts dans des cours d'eau peu profonds et avec un fort courant, typiques des cônes de déjection,.

### Climat et saisons

Diagramme climatique d'Uluru/Ayers Rock.

Le parc reçoit en moyenne 330,5 mm de précipitations par an et les températures moyennes vont de 37,5 °C pour les maximales en été à 3,4 °C pour les minimales en hiver. Les records enregistrés dans le parc sont de 45 °C en été et de −5 °C une nuit d'hiver. Le rayonnement ultraviolet est généralement très fort sur tout le parc.
Les Pitjantjatjaras divisent l'année en cinq saisons :
1. Piriyakutu (août/septembre/octobre), période de reproduction des animaux et de floraison des plantes ;
2. Mai Wiyaringkupai (octobre/novembre/décembre), saison chaude où la nourriture devient rare ;
3. Itjanu (janvier/février/mars), des orages sporadiques peuvent éclater subitement ;
4. Wanitjunkupai (avril/mai), les températures sont plus basses ;
5. Wari (juin/juillet), saison froide avec gelées matinales.

| Mois                                | jan. | fév. | mars | avril | mai  | juin | jui. | août | sep. | oct. | nov. | déc. | année |
| ----------------------------------- | ---- | ---- | ---- | ----- | ---- | ---- | ---- | ---- | ---- | ---- | ---- | ---- | ----- |
| Température minimale moyenne (°C)   | 20,9 | 20,5 | 17,3 | 12,2  | 7,9  | 4,9  | 3,4  | 5,5  | 9,1  | 13,5 | 17   | 19,7 | 12,7  |
| Température maximale moyenne (°C)   | 37,5 | 36   | 33,4 | 28,7  | 23,4 | 20,3 | 20,3 | 22,6 | 26,4 | 31,4 | 34,2 | 36,8 | 29,2  |
| Précipitations (mm)                 | 47,7 | 45,8 | 52,2 | 25    | 22,1 | 21,1 | 9,2  | 13,2 | 18,7 | 23,5 | 34,5 | 18,8 | 331,8 |
| Nombre de jours avec précipitations | 3,7  | 3,8  | 3,4  | 2,4   | 2,6  | 2,6  | 1,6  | 2,5  | 2,6  | 3,1  | 4,3  | 2,7  | 35,3  |

Reflets argentés d'Uluru/Ayers Rock sous la pluie.

### Faune et flore

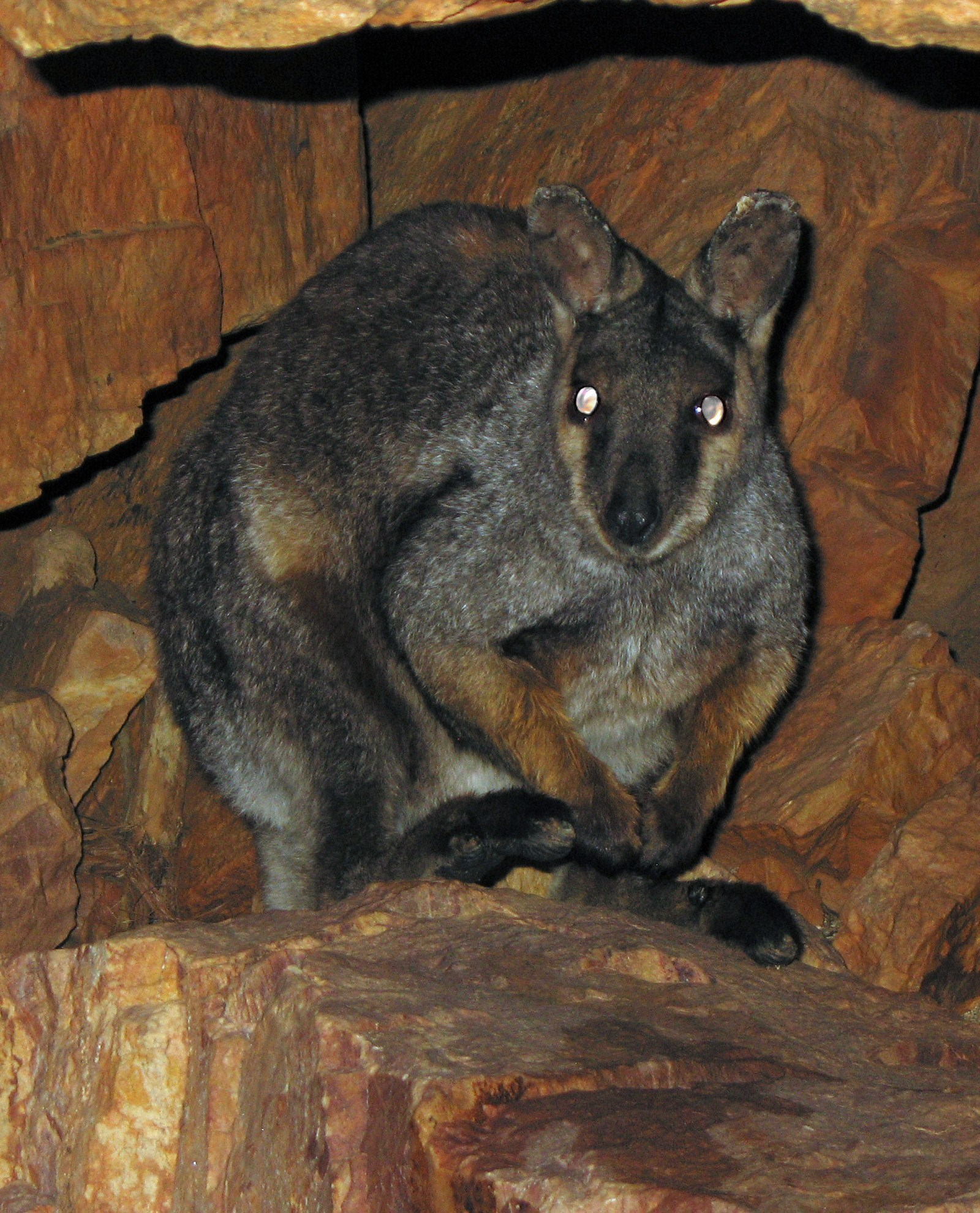
Un wallaby des rochers (Petrogale lateralis).

Quarante-six espèces de mammifères indigènes vivaient dans la région d'Uluru/Ayers Rock il y a quelques dizaines d'années. Les derniers contrôles indiquent qu'il en reste vingt-et-une. Des essais de réintroduction sont en cours pour des espèces disparues localement comme le phalanger renard, le lièvre-wallaby de l'ouest, le bilby, le bettongie de Lesueur et le wallaby des rochers. Cette zone abrite aussi la taupe marsupiale. Les espèces de chauves-souris de la région sont au nombre de sept qui s'abritent le jour dans les grottes et les fissures d'Uluru/Ayers Rock et des Kata Tjuṯa/monts Olga. La plupart des chauves-souris se nourrissent de proies attrapées en vol dans un rayon de 100 mètres autour du rocher. Une espèce de dasycercus, le seul mammifère de la région considéré comme espèce en danger a un domaine très réduit, une étroite bande de terre qui va du voisinage d'Uluru/Ayers Rock à la limite nord du parc.
Le parc abrite une grande quantité de reptiles ; soixante-treize espèces y sont identifiées. Le python de Ramsay et le grand scinque du désert sont considérés comme vulnérables.
Quatre espèces de grenouilles se trouvent en abondance dans la région après les pluies de l'été.
L'avifaune est modérément riche mais typique des milieux arides. 178 espèces d'oiseaux ont été recensées, dont plusieurs rares : la perruche splendide (Neophema splendida), l'amytis strié (Amytornis striatus) ou encore le méliphage de White (Conopophila whitei). Elles sont dépendantes de la présence d'eau et beaucoup ont un comportement migratoire. Leur habitat se partage entre les escarpements rocheux, les arbres et les buissons, les mares et les chenaux, ainsi que les sols herbeux et sablonneux. Le léipoa ocellé, disparu localement, est en cours de réintroduction.
Les Pitjantjatjaras, aborigènes du parc, continuent de chasser à la limite ou à l'extérieur du parc. La chasse est limitée au kangourou roux, à l'outarde d'Australie, à l'émeu, au varan de Gould et au varan Perenti.
Sur les vingt-sept espèces de mammifères trouvées dans le parc, six ont été importées par les Européens : la souris, le dromadaire, le renard, le chat, le chien et le lapin. Ces espèces se rencontrent dans tout le parc mais leur densité est plus forte à proximité des points d'eau.

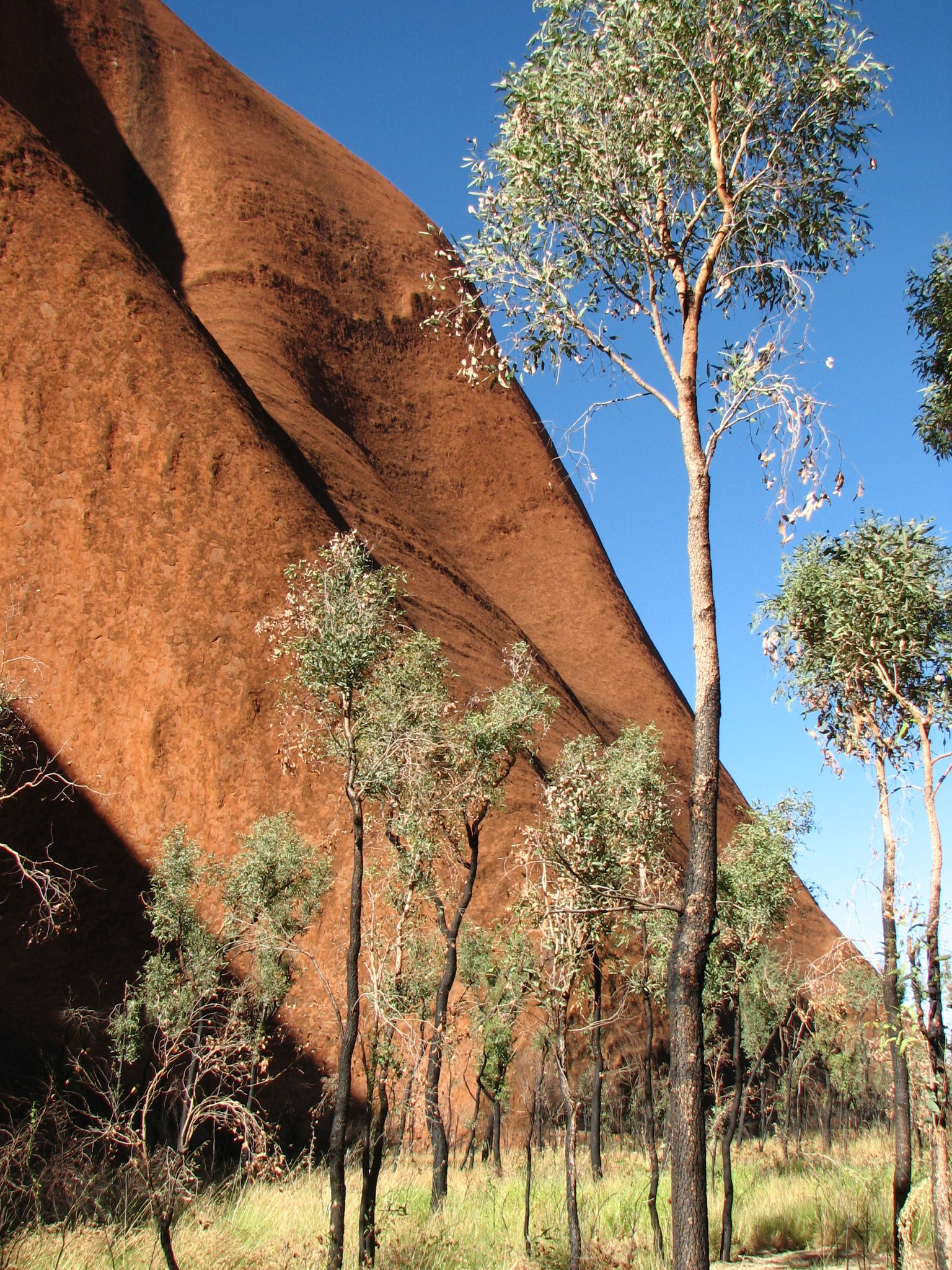
Arbres au pied d'Uluru/Ayers Rock.

La flore du parc national d'Uluru-Kata Tjuta est constituée de la plupart des espèces du Centre de l'Australie. Nombre d'entre elles sont rares voire endémiques du parc ou de son voisinage. Elles peuvent être classées selon les trois strates de la végétation. Parmi les arbres (punu) figurent Acacia aneura (le mulga commun en Australie), Allocasuarina decaisneana, Codonocarpus cotinifolius (sv), Corymbia terminalis, Eucalyptus camaldulensis et Eucalyptus gamophylla ; les espèces buissonantes (puti) sont représentées par Grevillea eriostachya, Acacia kempeana et Eremophila latrobei ; enfin, les herbacées sont distinguées en fleurs (ejulpun-tjulpunpa) et en herbes (ukiri) selon la classification aborigène et sont composées notamment de Ptilotus obovatus, Ptilotus exaltatus (en), Thryptomene maisonneuvei et Crotalaria cunninghamii, Triodia basedowii (en), Triodia pungens (en), Eragrostis eriopoda (sv), Paractaenum refractum et Panicum decompositum.
La croissance et la reproduction de la végétation du parc sont dépendantes des pluies, très irrégulières. Quelques plantes sont capables de résister au feu (espèces pyrophiles) et quelques-unes d'entre elles en sont dépendantes pour se reproduire. Les plantes jouent un rôle important dans les légendes aborigènes (Tjukurpa) et beaucoup d'entre elles sont associées à des ancêtres.

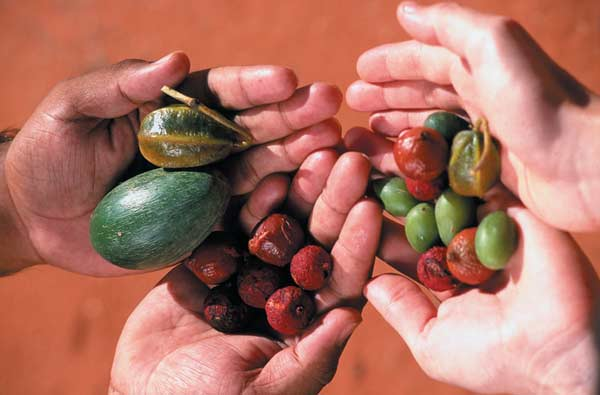
Fruits du bush récoltés dans le parc du désert d'Alice Springs : malgré leur rareté (Solanum sp. pour la plupart) ils constituent la base de l'alimentation aborigène.

Les arbres comme le mulga et Corymbia terminalis, l'« arbre à sang », sont utilisés pour faire des outils comme des lances, des boomerangs et des cuvettes. La sève rouge de Corymbia terminalis est localement utilisée comme désinfectant et comme collutoire pour traiter les rhumes et infections respiratoires. D'autres plantes sont utilisées pour leur nectar, comme équivalent du tabac, comme matériau de construction ou pour leurs propriétés adhésives, comme combustible ou carburant ou encore, en tant qu'ornement.
Il y a plusieurs espèces de plantes menacées dans le parc. La plupart d'entre elles, comme celles du genre Ophioglossum, ne poussent que dans les zones humides à la base des rochers, celles qui sont piétinées par les visiteurs.
Depuis l'arrivée des Européens, 34 plantes exogènes ont été introduites dans le parc, ce qui représente 6,4 % de la totalité de la flore du parc. Certaines, comme Cenchrus ciliaris, ont été introduites pour réhabiliter des espaces abîmés par l'érosion. C'est l'espèce la plus envahissante du parc qui a tendance à coloniser toutes les zones un peu humides. D'autres espèces ont été importées accidentellement par les véhicules ou les visiteurs.

## Histoire

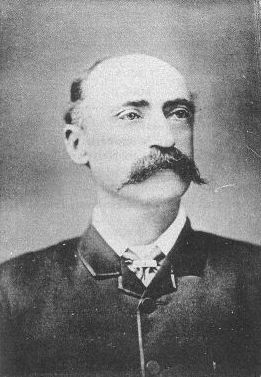
Ernest Giles (1835 – 1897), explorateur britannique connu pour ses explorations dans le centre de l'Australie.

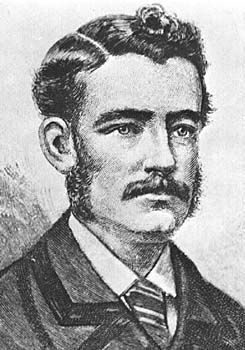
William Christie Gosse (1842 – 1881), explorateur de l’Australie.

Des découvertes archéologiques à l'est et à l'ouest d'Uluru/Ayers Rock indiquent la présence de campements humains dans la région il y a plus de 10 000 ans. Les Européens arrivent dans le désert occidental australien dans les années 1870. Les Kata Tjuṯa/monts Olga et Uluru/Ayers Rock sont cartographiés pour la première fois à l'occasion des expéditions menées dans le cadre de la construction de la ligne télégraphique transaustralienne. En 1872, l'explorateur Ernest Giles découvre, depuis un point proche de Kings Canyon, un massif de dômes d'arkoses en inselbergs qu'il nomme monts Olga. Il ne peut se rendre sur place, barré par le lac Amédée. L'année suivante, l'explorateur William Christie Gosse  découvre un autre inselberg, établit sa position exacte et lui donne le nom d'Ayers Rock. Le 20 juillet, en compagnie d'Edwin S. Berry, il parvient au sommet,,.
Des expéditions postérieures sont organisées dans le but d'évaluer les possibilités d'activités pastorales dans la région. À la fin du XIXe siècle, des éleveurs tentent de s'établir en bordure de la South western/Petermann Reserve ; les interactions entre les Pitjantjatjaras et les Blancs se multiplient et deviennent plus violentes. À cause des pâtures et de la sécheresse, les réserves en nourriture du bush s'épuisent. La compétition pour s'approprier les ressources provoque des conflits entre les deux populations et entraîne l'intensification des patrouilles de police. Plus tard, au cours de la dépression des années 1930, des Aṉangu seront impliqués dans la chasse aux dingos avec les doggers qui les initieront à la nourriture et aux modes de vie occidentaux.
Entre 1918 et 1921, de vastes zones contiguës d'Australie-Méridionale, d'Australie-Occidentale et du Territoire du Nord sont classées en réserves aborigènes, constituant ainsi des sanctuaires pour les populations nomades qui n'avaient virtuellement aucun contact avec les colons. Ainsi, en 1920, une partie de l'actuel parc national d'Uluṟu-Kata Tjuṯa est officiellement déclarée réserve aborigène par le gouvernement australien par décret aborigène.

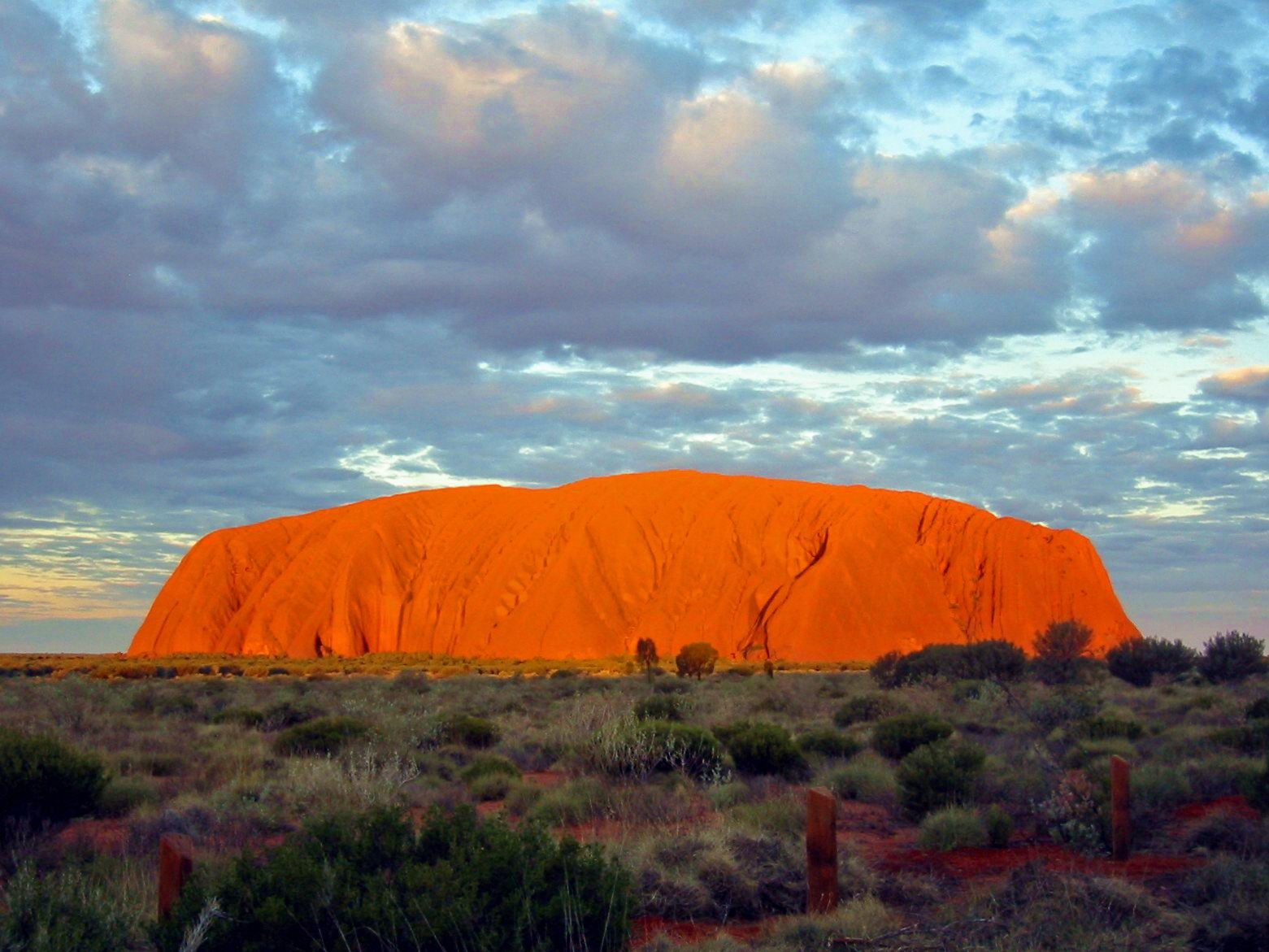
Coucher de soleil sur Uluru/Ayers Rock.

Les premiers touristes arrivent à Uluru/Ayers Rock en 1936. Les premières installations permanentes sont construites dans les années 1940 en accord avec la politique de développement aborigène et dans le but de promouvoir le tourisme. Les premières pistes routières sont tracées en 1948 et un service de tour en bus est mis en place au début des années 1950. En 1958, la zone correspondant à l'actuel parc national est retirée de la réserve Petermann, placée sous la direction du Northern Territory Reserves Board et nommée parc national d'Ayers Rock - Mount Olga. Le premier ranger du parc est Bill Harney, une personnalité reconnue dans le centre de l'Australie. En 1959, le premier bail pour l'établissement d'un motel est accordé et Eddie Connellan construit une piste d'atterrissage au nord d'Uluru/Ayers Rock.
Le 5 mars 1968, un hélicoptère trois places Bell 47 G2, piloté par Philip Latz s'écrase sur la montagne, à un kilomètre et demi à l'est du cairn. L'épave est dégagée le 28 mars par un hélicoptère Sikorsky S-58,.
Le 26 octobre 1985, le gouvernement australien rétrocède la propriété d'Uluru/Ayers Rock au peuple aborigène Pitjantjatjara, avec une condition stipulant que ces derniers accordent un bail d'exploitation de 99 ans à la National Parks and Wildlife agency et qu'ils gèrent la montagne de façon coordonnée. La communauté des Mutitjulu, estimée à 300 personnes, est installée près du versant occidental d'Uluru/Ayers Rock. Dix-sept kilomètres séparent ce versant, par la route, de la ville touristique de Yulara, peuplée de 3 000 habitants et située juste en dehors du parc national.
Le 26 mai 2017, le site d'Uluru/Ayers Rock est le lieu de réunion d'une convention référendaire des Aborigènes et des insulaires du détroit de Torrès, où est adoptée la déclaration d'Uluru (Uluru Statement from the Heart, « venue du Cœur de la nation »), qui appelle à la reconnaissance d'une « voix des Premières nations » dans la Constitution australienne et à une « commission Makarrata » de rassemblement après la lutte pour superviser un processus de « conclusion d'accords » et d’« expression de la vérité » entre le gouvernement et les peuples autochtones.

## Activités

### Tourisme

#### Équipements

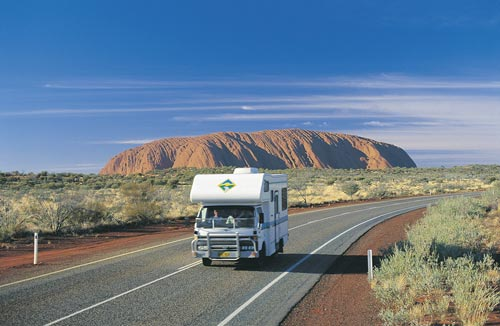
La Lasseter Highway traverse le parc national d'Uluṟu-Kata Tjuṯa.

Le développement des infrastructures touristiques au pied d'Uluru/Ayers Rock qui a commencé dans les années 1940 a rapidement causé des dommages environnementaux. Pour cette raison, il a été décidé au début des années 1970 de déplacer toutes les installations en dehors du parc. En 1975, un terrain de 104 km2 au-delà de sa limite septentrionale, à 15 km du rocher, a été attribué pour héberger et permettre le développement des structures d'accueil et la construction d'un aérodrome. Ce lieu, définitivement ouvert en 1984, s'appelle Yulara. Le terrain de camping à l'intérieur du parc a été fermé à son tour en 1983, suivi par les motels à la fin de l'année 1984. En 1992, la majorité des propriétés de Yulara, tenue par le gouvernement du Territoire du Nord, est vendue et la station est renommée Ayers Rock Resort.
Un centre culturel permet la découverte des traditions, des légendes, des langues et de l'histoire des Aborigènes. Il est construit en matériaux locaux (principalement des briques de boue) et son architecture particulière, récompensée en 1996, a été inspirée par les deux serpents traditionnels Kuniya et Liru. Des rangers font découvrir le parc. Plusieurs circuits d'un à dix kilomètres (30 minutes à 3–4 heures de marche) permettent de découvrir Uluru/Ayers Rock, ses particularités géologiques, ses points d'eau, ses richesses faunistiques et ses peintures.

#### Ascension

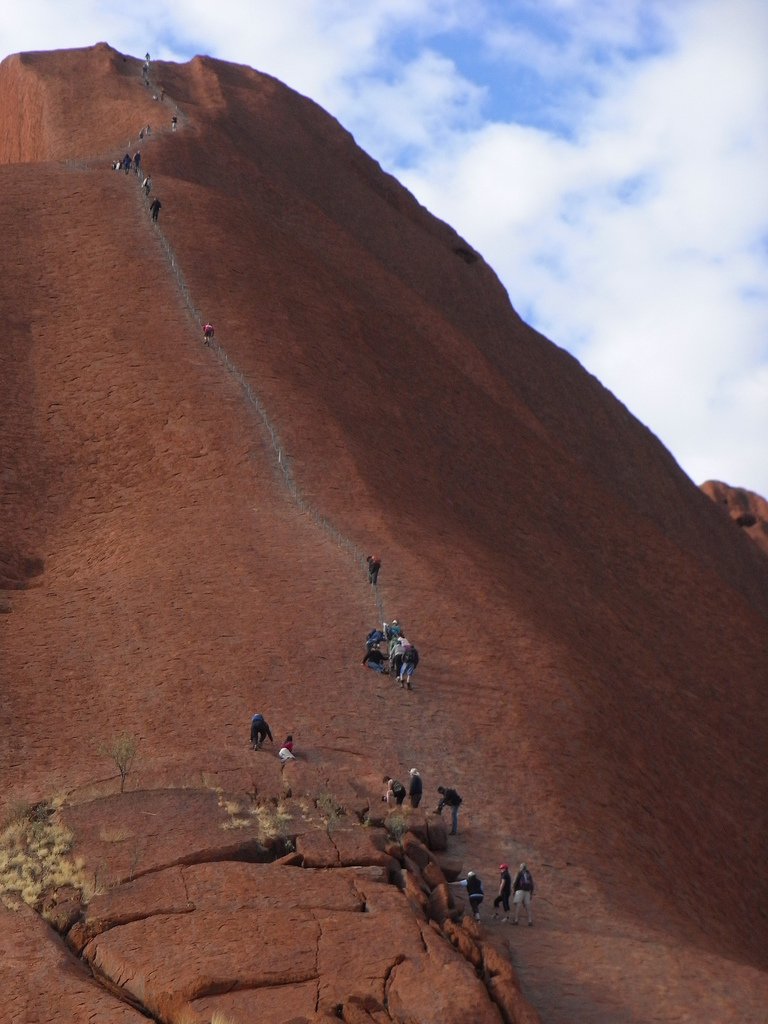
Chemin sur Uluru/Ayers Rock.

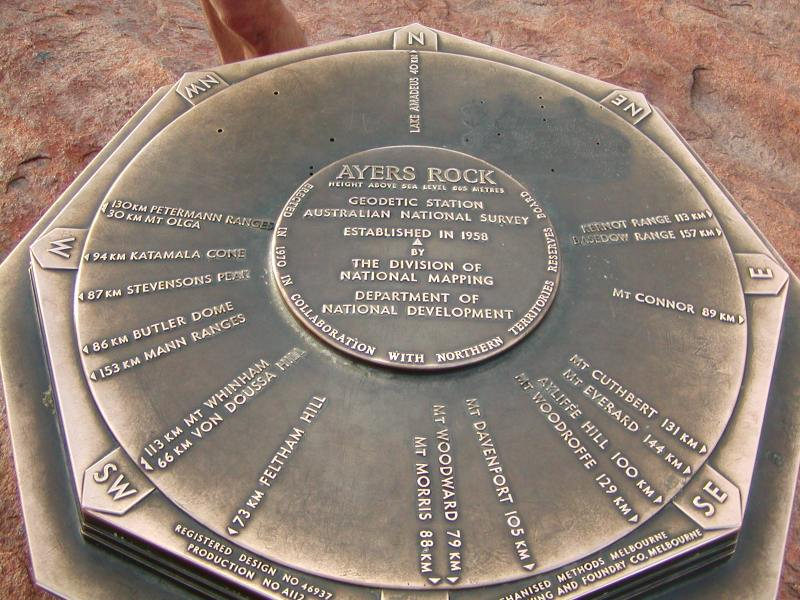
Repère géodésique installé par le Service géologique australien au sommet d'Uluru/Ayers Rock.

Jusqu'à son interdiction en 2019, l'ascension d'Uluru/Ayers Rock est une attraction populaire. Elle suit alors un parcours de 1,6 kilomètre. La montée est longue (plus d'une heure de grimpe) et peu aisée car la pente varie de 30 à 60 degrés à certains endroits, les conditions climatiques peuvent être difficiles et la roche glissante. La main courante, une chaîne ajoutée en 1964 et rallongée en 1976, indispensable par endroits, permet une ascension plus aisée. Mais les accidents, parfois mortels (35 décès connus au total), sont nombreux. Les vents peuvent être violents et la température atteindre 45 °C l'été. Au sommet du rocher, extrêmement venteux, se trouve un repère géodésique et d'orientation qui permet d'identifier les montagnes environnantes jusqu’à 157 kilomètres de distance.
Le rocher étant sacré pour les Pitjantjatjaras, eux-mêmes ne l'escaladent pas. Même avant son interdiction, l'ascension est vivement déconseillée aux personnes soucieuses de respecter les croyances des autochtones, d'autant que le chemin qui mène au sommet traverse une piste sacrée traditionnelle dite du « Temps du rêve ». La sévérité des lois ancestrales des Aborigènes peut conduire ces derniers à des comportements violents vis-à-vis de leur propre personne (automutilations, scarifications, etc.) en cas de profanations, voire d'accident (notamment en raison du vent). Afin d'éviter ces conséquences, il est conseillé aux visiteurs de se contenter d'observer le rocher en en faisant le tour.
Le 11 décembre 1983, le Premier ministre Bob Hawke avait promis, dans son plan en dix points concernant la rétrocession d'Uluru aux Pitjantjatjaras, d'interdire l'ascension. Pendant longtemps cette condition n'a pas été respectée. Le site internet officiel du parc d'Uluru/Ayers Rock signale qu'il ne faut pas escalader le rocher en raison de son « importance spirituelle ». Un des panneaux placés au pied du rocher indique : « Nous, les Anangu, les propriétaires traditionnels, avons ceci à vous dire : la montée n'est pas interdite mais nous vous demandons de respecter notre loi et notre culture en ne grimpant pas dessus. Nous sommes responsables de la sécurité de ceux qui visitent notre terre. La montée peut être dangereuse. Trop de gens sont morts en train d'essayer de grimper Uluru. » Mais à cette époque, de nombreux touristes estiment que l'ascension du rocher est indissociable d'une visite de l'Australie,.

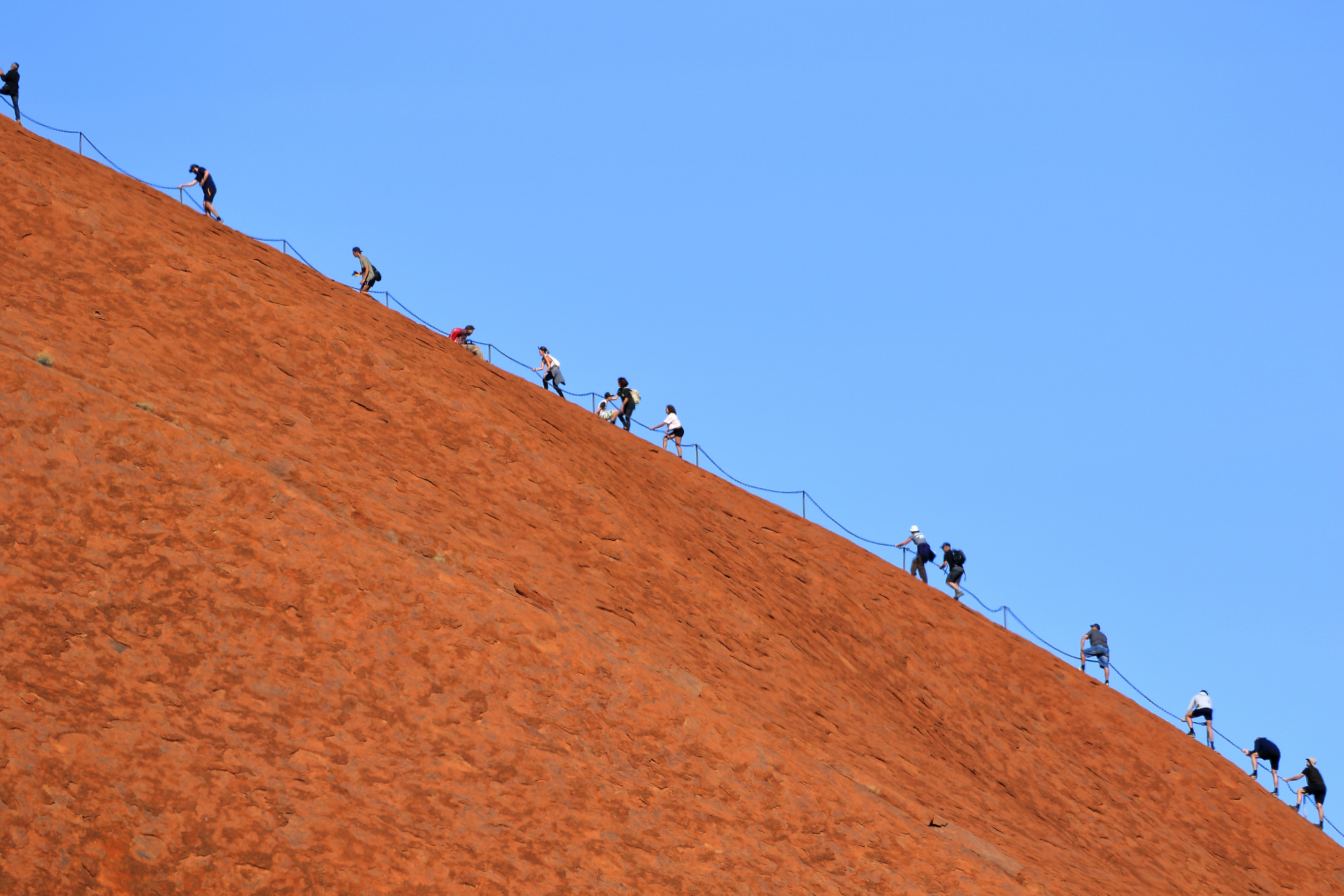
Ascension d'Uluru/Ayers Rock, interdite depuis le 26 octobre 2019.

En octobre 2017, le conseil du parc national d'Uluṟu-Kata Tjuṯa vote à l'unanimité pour une interdiction totale de l'ascension d'Uluru/Ayers Rock à dater du 26 octobre 2019, soit à l'occasion du 34e anniversaire du retour du mont sous le contrôle des Pitjantjatjaras. Dans les mois précédant la fermeture, les touristes affluent, et le parc enregistre une augmentation de fréquentation de 20 % sur la période de juillet 2018 à juin 2019. Le 25 octobre 2019, après la descente des derniers touristes, les gardes referment définitivement les portes d'accès au monolithe. Le parc lui-même peut toujours être visité,,.

#### Photographie

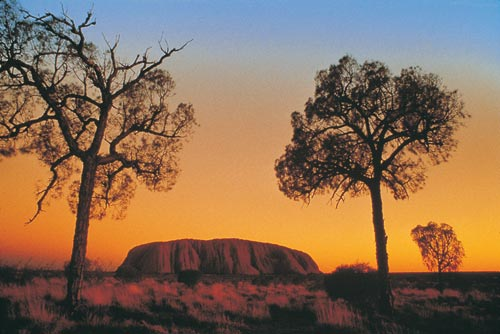
Uluru/Ayers Rock au crépuscule.

Le monolithe d'Uluru/Ayers Rock est un site sacré des Pitjantjatjaras, ils lui vouent un grand respect et, bien que leurs rites demeurent secrets, on sait que deux sites d'Uluru/Ayers Rock sont d'une haute importance religieuse : l'un pour les femmes âgées, l'autre pour les hommes les plus initiés, qui y convergent par centaines lors de rares cérémonies. Ces deux sites en particulier sont interdits à la photographie, afin que les Anangu n'aient pas connaissance des rituels du sexe opposé.

### Protection environnementale
Le 24 mai 1977, le parc national est le premier placé sous la tutelle du National Parks and Wildlife Conservation Act 1975 signé par les États du Commonwealth of Nations. Sa superficie couvre 132 550 ha et inclut le sous-sol sur 1 000 mètres de profondeur. Le 21 octobre 1985, 16 ha sont ajoutés. C'est en 1993 que son nom actuel est adopté : parc national d'Uluṟu-Kata Tjuṯa. En juillet 2000, il passe sous la tutelle de l’Environment Protection and Biodiversity Conservation Act.
Depuis que le parc a été classé parmi les sites naturels du Patrimoine mondial de l'UNESCO en 1987, le nombre de visiteurs a augmenté jusqu'à dépasser 400 000 par an depuis l'an 2000. Bien que l'augmentation de la fréquentation touristique bénéficie avant tout à l'économie régionale et nationale, elle présente aussi un défi à relever pour la conservation de l'héritage culturel du site. Dans cette optique, il a été classé parallèlement site culturel par l'UNESCO en 1994.

## Culture

### Mythes de la création du monde

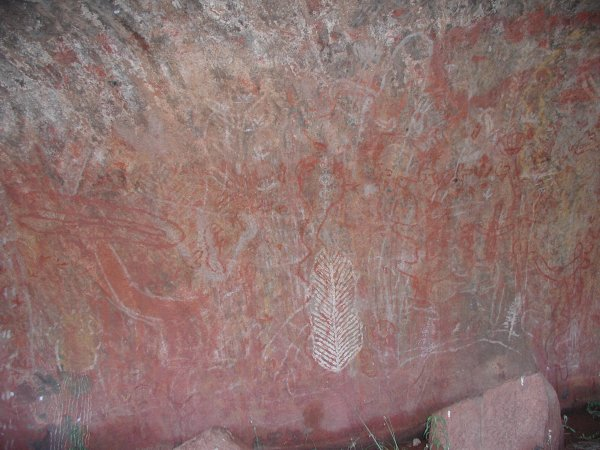
Peintures aborigènes à Uluru/Ayers Rock : ces représentations sont d'une grande importance pour la compréhension de l'histoire et de la culture aborigènes. Leur fragilité demande un entretien régulier.

Comme de nombreuses cultures, celle des aborigènes d'Australie, en attribuant à certains lieux des pouvoirs ou une symbolique particulière, a conçu une géographie sacrée. Selon leur tradition, les êtres du « Temps du rêve » ont façonné les formes du monde. Uluru/Ayers Rock est l’une d’entre elles. Le rocher est l'un des points du chemin parcouru par les ancêtres au temps du rêve, période de la formation du monde. Ce chemin était emprunté annuellement par diverses tribus afin de perpétuer la mémoire et de stimuler les esprits,.
Selon le peuple autochtone Pitjantjatjara d'Uluru/Ayers Rock :

« Le monde était autrefois informe. Aucun des lieux que nous connaissons n'existait jusqu'à ce que des créateurs, sous la forme d'humains, de plantes ou d'animaux, eurent voyagé au travers de la terre. Alors, dans un processus de création et de destruction, ils formèrent les paysages que nous connaissons aujourd'hui. La terre des Anangus est toujours habitée par les esprits de douzaines de ces créateurs ancestraux qui sont appelés Tjukuritja ou Waparitja. »

Il existe différentes interprétations données par les étrangers aux histoires ancestrales aborigènes concernant l'origine d'Uluru/Ayers Rock, de ses failles et de ses fissures. Il aurait été bâti au Temps du rêve (Tjukurpa). Son isolement dans la plaine et la violence des orages que sa masse attire en font un lieu de référence mythique. Une de ces interprétations avance que :

« Uluru (Ayers Rock) fut érigé au cours de la période de création par deux garçons qui jouaient dans la boue après la pluie. Lorsqu'ils eurent fini de jouer, ils voyagèrent en direction du sud vers Wiputa. Se battant l'un contre l'autre, ils se dirigèrent vers le mont tabulaire Conner, au sommet duquel leurs corps sont préservés sous forme de rochers. »

Une autre interprétation parle de serpents qui menèrent de nombreuses guerres autour d'Uluru/Ayers Rock, entaillant la roche, tandis qu'une autre encore raconte que deux tribus d'esprits ancestraux, invités à une fête mais distraits par la beauté de la Femme Tiliqua, manquèrent à leurs engagements ; en réponse, les hôtes en colère invoquèrent le Mal dans une statue de boue qui vint à la vie sous la forme d'un dingo. Une grande bataille s'ensuivit, qui se conclut par la mort des chefs des deux tribus. La Terre elle-même se souleva en affliction face à ce carnage, créant ainsi Uluru. Il est le lieu central des croyances des Anangus, pour qui le serpent arc-en-ciel Yurlungur dort dans l'un des bassins du sommet. Tout autour de ce rocher, de nombreux sites sont sacrés et porteurs de mémoire et de légendes.
Le département pour l'environnement formule les conseils et mises en garde de la sorte :

« De nombreux Tjukurpa comme Kalaya (l'émeu d'Australie), Liru (le serpent venimeux), Lungkata (le tiliqua), Luunpa (le martin-pêcheur) et Tjintir-tjintirpa (la rhipidure hochequeue) voyagent à travers le parc national d'Uluṟu-Kata Tjuṯa. Les autres Tjukurpa n'affectent qu'une zone spécifique.
Kuniya, le python de Ramsay, vivait dans les rochers d'Uluru où elle combattit Liru, le poisson venimeux. »

Il est parfois rapporté que ceux qui prennent des roches d'Uluru/Ayers Rock seront maudits et subiront des malheurs. Il existe de nombreux cas où des personnes ont renvoyé par colis postal à diverses agences les roches qu'elles avaient prélevées dans l'espoir de se débarrasser des malheurs qui les touchaient,.

### Utilisation du nom et références populaires
Le groupe de jazz fusion australien Ayers Rock, actif entre 1973 et 1981, doit son nom au rocher. En 1987, Midnight Oil, le groupe rock du futur ministre de l'Environnement australien Peter Garrett, connu pour son militantisme pour la cause aborigène, a fait le clip de leur chanson The Dead Heart au pied d'Uluru/Ayers Rock. Ce décor fut également utilisé dans le film Un cri dans la nuit de Fred Schepisi sorti en 1988.
L'astéroïde (9485) Uluru a été nommé d'après le monument.
Dans la littérature, un épisode de la bande-dessinée Sandy et Hoppy s'intitule Ayers Rock et le monstre de pierre sur la couverture du 9th Wonders! de la série Heroes se nomme Uluru. Dans le jeu vidéo, Uluru est le nom d'une vallée de Lost Eden.
En Australie, d'après l’Environment Protection and Biodiversity Conservation Act 1999, toute utilisation commerciale de l'image d'Uluru/Ayers Rock nécessite un permis.